# سد كوتشيسوبو
سد كوتشيسوبو هو سد في محافظة ميه باليابان، تم الانتهاء منه في عام 1961. 